# حمیرا
پروانه امیرافشاری (زادهٔ ۲۶ اسفند ۱۳۲۳) که با نام هنری حمیرا شناخته می‌شود، خوانندهٔ ایرانی است. او فعالیت حرفه‌ای خود را در پاییز سال ۱۳۴۴ با آهنگ «صبرم عطا کن» و با آهنگسازی استادش، علی تجویدی آغاز کرد که با استقبال مردم و استادان موسیقی روبرو شد. پس از چندین اثر موفق دیگری همانند «پشیمانم» که با آهنگسازی علی تجویدی همراه بود، وی با استاد دوم خود پرویز یاحقی، آشنا شد که این آشنایی منجر به ازدواج و خلق آثار ماندگار دیگری گردید. حمیرا بعد از جدایی از پرویز یاحقی با سایر هنرمندان فعالیت هنری خود را ادامه داد که در این دوران علاوه بر موسیقی سنتی ایرانی، موسیقی پاپ و موسیقی تلفیقی را به کارنامهٔ هنری خود افزود. به گفته علی تجویدی، صدای حمیرا در گسترهٔ آلتو قرار دارد و در عین حال، قابلیت سوپرانو از ابتدا زیر تا بم را داراست.

## اوایل زندگی
پروانه امیرافشاری با نام هنری حمیرا در ۲۶ اسفند ۱۳۲۳ در تهران به دنیا آمد. وی از خانوادهٔ بانفوذ و سرشناس امیر افشاری، که اصالتی آذری دارند، است. پدرش از زمین‌داران بزرگ آذربایجان و مالک ۱۵۰ قریه و روستا در منطقهٔ شمال غرب ایران بود. از همان دوران کودکی حمیرا، خانهٔ آن‌ها به افتخار افراد بانفوذ حکومتی، شاهد مراسم بزرگ با حضور هنرمندان نامیِ آن زمان، مانند روح‌انگیز، بنان، ملوک ضرابی و بسیاری دیگر بود که همین انگیزهٔ اولیهٔ دختر خانواده برای روی آوردن به آواز شد. حمیرا، به دور از چشم پدر و با تشویق همسرش که تازه از آلمان برگشته بود، با نام‌نویسی در آزمون صدا در شورای رادیوی آن زمان، باعث حیرت و تحسین اعضای شورا شد و پس از آن تحت آموزش علی تجویدی قرار گرفت. وی در پاییز ۱۳۴۴ خورشیدی با خواندن اثر «صبرم عطا کن» به شهرت رسید.

## آغاز فعالیت حرفه‌ای
حمیرا در پاییز سال ۱۳۴۴ خورشیدی و در آغاز فعالیت هنری‌اش، اثری به نام «صبرم عطا کن» در دستگاه سه‌گاه با آهنگسازی علی تجویدی و شعری از بیژن ترقی را اجرا کرد که در کتاب ترانه‌های ماندگار به ثبت رسیده‌است. وی به علت مخالفت پدر با خوانندگی دخترش، فعالیت هنری خود را با نام مستعار حمیرا آغاز کرد. اما پدرش صدای دختر خود را می‌شناسد و چون آوازه‌خوان بودن دخترش را دور از شان خانوادگی خود می‌پنداشت، همه صفحات موجود در بازار تهران را خریداری کرده و در خانه خود انبار می‌کند؛ و همین علت باعث کمیابی صفحات صدای حمیرا در آن زمان می‌شود.
بعد از یک سال درطی یک سفر اروپایی که برای پدر حمیرا پیش می‌آید حمیرا که از حمایت مادر خود برخوردار بود به کار هنری خود ادامه می‌دهد. دومین اثر مشترک حمیرا، تجویدی و ترقی ترانه‌ای به نام «سرگردان» در گوشهٔ موالیان از گوشه‌های مهجور دستگاه همایون است. اثر «پشیمانم» بعداً ساخته شد که به‌دلیل مدولاسیون زیبایی که از همایون به سه‌گاه تغییر مقام می‌دهد و بازمی‌گردد، باعث تحول عظیمی در موسیقی سنتی ایرانی شد. پدر وی با آگاهی از اثر جدید دختر خود، وی را از خانه طرد و از ارث محروم می‌کند. حمیرا در ادامه کارهای هنری‌اش با استاد دوم خود پرویز یاحقی آهنگساز و نوازنده سرشناس ایرانی آشنا شده، که این آشنایی به ازدواج می‌انجامد.

## ازدواج با پرویز یاحقی

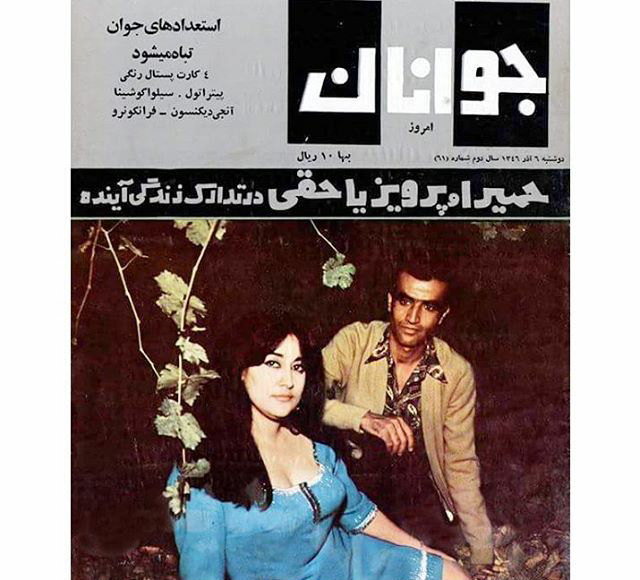
تصویری از حمیرا و پرویز یاحقی بر روی مجله جوانان امروز، ۶ آذر ۱۳۴۶، شماره ۶۱

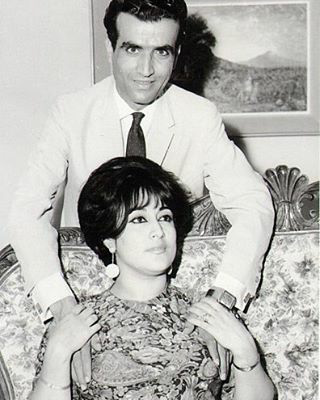
حمیرا و پرویز یاحقی در دهه ۱۳۵۰ شمسی

حمیرا مدت ۶ سال همسر آهنگساز بنام ایرانی، پرویز یاحقی بود که در این دورهٔ زناشویی، آثار ماندگاری با شعرهایی از بیژن ترقی و آهنگ‌هایی از یاحقی، مانند «مرا نفریبی»، «هدیهٔ عشق»، «بهار نو رسیده»، «مرا تنها نگذاری»، «پنجره‌ای به باغ گل»، «آهنگ محبت»، «با دلم مهربان شو»، «بهار عشق من»، «ای رفته از بر من»، «به‌خاطر تو»، «می عاشقانه»، «دل شکنی گناهه»، «چند با یادت فریبم این دل دیوانه را»، و… اجرا کرده‌است. وی بعد از چند سال از پرویز یاحقی جدا شد. بعد از طلاق ارتباط هنری حمیرا با پرویز یاحقی به‌طور کامل قطع می‌شود.

## بعد از انقلاب و مهاجرت از ایران
حمیرا پس از انقلاب به دادگاه‌های انقلاب اسلامی احضار شد و به گفتهٔ خودش مورد مؤاخذه و آزار روحی قرار گرفت. همسر سوم وی، که تاجر کراوات بود، پس از انقلاب عملاً بیکار شد. حمیرا تا اواخر سال ۱۳۶۰ خورشیدی در ایران ماند. به ناچار و پس از چندین بار تغییر محل زندگی بدون این‌که مورد حمایت همسرش قرار گیرد، در همان سال به تنهایی و به صورت ناشناس با گریم در قالب یک پیرزن به همراه دختر دو ساله‌اش، یاسمن، از مرز افغانستان از ایران خارج شد و به پاکستان رفت؛ از آنجا به اسپانیا و پس از آن به کاستاریکا در آمریکای مرکزی مهاجرت کرد. وی در کاستاریکا دچار افسردگی شدید شد. به صورتی که مدت یک سال تحت درمان روان‌پزشک بود. شوهر وی به صورت مستقیم به آمریکا مهاجرت کرد. حمیرا سپس به ایالت کالیفرنیا مهاجرت کرد و با حمایت احمد مسعود که در زمینه موسیقی در خارج از ایران فعالیت می‌کرد، کار هنری خود را از سر گرفت. هما میرافشار، شاعر، همسر پسرعموی حمیرا بوده که همکاری زیادی با حمیرا داشته‌است. بابک رادمنش، آهنگساز، از دیگر هنرمندانی است که با حمیرا در چندین آلبوم همکاری داشته‌است. حمیرا در سال ۱۳۷۸ خورشیدی به تومور مغزی دچار شد که درمان شد. وی بعد از این حادثه نیز یک عمل قلب را تجربه کرده‌است. حمیرا علاقهٔ وافری به سرزمینش ایران دارد و ترانه‌های بسیاری برای ایران خوانده‌است و هیچ‌گاه دوست نداشته از وطنش دور شود. بیشتر آثار حمیرا مطابق با احوالاتی بوده که بر او گذشته‌است. حمیرا به خداوند و اعتقادات شخصی خود پایبند است و علاقه‌مندی‌اش به مسائل عرفانی در گفتار، ترانه‌ها و شیوهٔ زندگی او دیده می‌شود. وی هم‌اکنون در شهر لس آنجلس زندگی می‌کند. حمیرا صاحب دو فرزند به نام‌های هنگامه و یاسمن است و از فرزند کوچک‌ترش یاسمن، نوه‌ای به نام آریانا دارد. حمیرا معتقد است احساس در صدا مهم‌تر از قدرت صداست. طبق گفتهٔ علی تجویدی حمیرا علاوه بر صدای زیبایش شخصیتی زیبا و پراحساس دارد که این شخصیت در صدای او تأثیرگذار بوده‌است. حمیرا به ندرت در مجامع عمومی حاضر می‌شود. ازدواج با پرویز یاحقی و قطع ارتباط هنری با علی تجویدی سبب شد آثاری که علی تجویدی برای حمیرا ساخته بود و اشعار و آهنگ‌هایی که بعضاً از زندگی حمیرا الهام گرفته شده بود، به هایده جهت اجرا سپرده شود. تنها دو اثر «این روزا» و «وای از این حق ناشناسی» شخصاً برای هایده و بقیهٔ ترانه‌ها ازجمله «آزاده» و «رفتم و بار سفر بستم» برای اجرای حمیرا ساخته شده بودند. پس از انقلاب ایران علی تجویدی آهنگ‌های خام این آثار را برای حمیرا می‌فرستد تا حمیرا نیز این ترانه‌ها را اجرا کند، اما حمیرا بازخوانی ترانه‌ها را نمی‌پذیرد، چرا که معتقد بود این ترانه‌ها توسط هایده به خوبی اجرا شده و لزومی برای اجرای دوبارهٔ ترانه‌ها نیست. حمیرا از خوانندگان نسل قبل از خود به صدای مرضیه علاقهٔ خاصی دارد، که به همین جهت در مراسم ازدواج‌اش با پرویز یاحقی، مرضیه حضور داشته و چندی از آثار خود را در این مراسم اجرا می‌کند. او از هنرمندان هم نسل خود صدای هایده و مهستی را می‌پسندد. حمیرا همچنین به صدای گلپا و ایرج و معین علاقه‌مند است. حمیرا یاری‌رسان کودکان بی‌پناه و بی‌سرپرست است. وی دوست‌دار طبیعت و حیوانات بوده و در این زمینه نیز به سازمان‌های مرتبط کمک می‌کند. حمیرا کتاب خاطراتی از زندگی شخصی و هنری‌اش را آماده می‌کند و امیدوار است تا ناشری بی‌طرف، جهت انتشار این کتاب پیدا کند. حمیرا چندین آهنگ ساخته و گاهی جهت بهبود ترانه‌هایی که قرار بر اجرای آن‌ها بوده، نظر خود را در مورد تغییرات در شعر و آهنگ ابراز می‌کرده‌است، که نظرات‌اش مورد استقبال شاعر و آهنگساز قرار می‌گرفته‌است. به گفته صاحبنظران، حمیرا شش دانگ صدا را داراست و تحریرهای آوازی او، واضح، زیبا و پرقدرت ادا می‌شود. به اعتقاد برخی از موزیسین‌ها، حمیرا توانست با ارائهٔ اثری به نام «صبرم عطا کن»، سبک تازه‌ای (حمیرائیسم) را در موسیقی سنتی ایران و موسیقی کلاسیکِ دههٔ ۴۰ خورشیدی پایه‌گذاری کند و تازگی خاصی به موسیقی سنتی ایران ببخشد.

## حمیرا از نگاه دیگران
غلامحسین بنان صدای حمیرا را ملکوتی و سحرآمیز توصیف کرده‌است و معتقد بود تا یک قرن دیگر هم صدایی همانند صدای حمیرا ظهور نخواهد کرد.
علی تجویدی صدای حمیرا را کمیاب توصیف کرده‌است که در محدوده آلتو قرار داشته و قابلیت سوپرانو از زیر تا بم را داراست.
پرویز یاحقی: صدای حمیرا فقط با صدای ام کلثوم در جوانی قابل قیاس است.
جهانبخش پازوکی: حمیرا تک اختری در آسمان هنر ایران است که نورش به همه هنرمندان رسیده‌است.
محمد حیدری: حمیرا به همراه گلپا انقلابی را در موسیقی سنتی ایران به وجود آوردند.
اکبر گلپایگانی: حمیرا خورشید آسمان موسیقی ایران است.
حسن شماعی زاده: صدای حمیرا فراتر از سطح خاورمیانه است و لرزشها و ویبراسیون صدایش بی نظیر است.
بابک رادمنش: صدای حمیرا مُشکی است که فضای موسیقی ایران را عطر افشانی کرده‌است و از صداهای استثنایی است که گاهی قرنها باید بگذرد تا شاهد چنین صدایی باشیم، خوشبختانه این صدا در زمانه ما ظهور کرده‌است.

## سبک آواز
ترانه‌های حمیرا تا سال ۱۳۵۷ خورشیدی بیشتر در مایه موسیقی دستگاهی و موسیقی سنتی بود، بعد از انقلاب ایران وی در کنار خواندن آوازهای اصیل ایرانی به موسیقی تلفیقی (پاپ سنتی) هم روی آورد.
در سبک خواندن حمیرا ویژگی‌های مکتب آوازی اصفهان بیشتر از مکتب آوازی تهران غلبه دارد. مهم‌تر از آن، حمیرا توانسته‌است در طول بیش از نیم قرن فعالیت هنری، همیشه در اوج بماند و جزء چند ستارهٔ مطرح و ماندگار موسیقی ایران باشد.
تحریرها، ویبراسیون تحریرها و صدای پر احساسی که مفهوم واژه‌ها و ترانه‌ها را به زیبایی فضاسازی می‌کند، از دیگر ویژگی‌های صدای حمیرا است.

## آهنگسازان و ترانه‌سرایان آثار
بعضی از آهنگسازان نامی که با حمیرا همکاری کرده‌اند عبارتند از: علی تجویدی، پرویز یاحقی، اسدالله ملک، کامل علی‌پور، جهانبخش پازوکی، محمد حیدری، محمد جلیل عندلیبی، حسن شماعی‌زاده، فرهنگ شریف، بابک رادمنش، کاظم رزازان، صادق نوجوکی، فضل‌الله توکل، منوچهر چشم آذر، ناصر چشم‌آذر، انوشیروان روحانی، فرید زلاند، بیژن مرتضوی، حبیب‌الله بدیعی و …
وی همچنین اشعار و ترانه‌هایی از حافظ، مولوی، بابا طاهر، رهی معیری، بیژن ترقی، هما میرافشار، لیلا کسری (هدیه)، جلیلی بیدار، عماد خراسانی، کمال خجندی، احمد گلچین معانی، مسعود امینی، مسعود فردمنش، معینی کرمانشاهی و … را اجرا کرده‌است.

## کنسرت‌ها و اجراها
حمیرا ترانهٔ «هم‌زبونم باش» را دو بار اجرا کرد که از تلویزیون ملی ایران پخش شد. رادیو و تلویزیون ملی ایران، قبل از انقلاب، شاهد اجراهای تلویزیونی زیادی از حمیرا همانند اجرای ترانه‌های: هم‌زبونم باش، نگو از گذشته، وقتی که تو رفتی، دنیا دنیا، با دلم مهربان شو، باختن، محاله، قاصدک، با دلم مهربان شو، سکوت، هوای قفس و… بوده‌است.
وی از سال ۱۳۸۸ به‌بعد، چندین کنسرت و اجرا در کاباره تهران داشته‌است. در این کنسرت‌ها علاوه بر اهنگ‌های اجرا شده در غربت به بازخوانی ترانه‌های آهنگسازان مطرح ایران پرویز یاحقی و علی تجویدی پرداخته‌است. کنسرت‌های حمیرا از سال ۱۳۸۸ بدین شرح است. نیویورک ۱۳۸۸، تورنتو ۱۳۸۸، ونکوور ۱۳۸۹، دبی ۱۳۹۰ و لاس وگاس ۱۳۹۰.
آخرین آلبوم وی در سال ۱۳۸۳ با نام مهتاب عشق منتشر شد که تلفیقی از موسیقی پاپ و موسیقی سنتی و بر اساس گام‌های ایرانی از جمله نوا و شوشتری است؛ همچنین در سال ۱۳۸۷ مجموعه‌ای از بهترین آهنگ‌هایش را در آلبومی به‌نام «چهل ترانهٔ طلایی» منتشر کرد. آخرین کاری که تاکنون از حمیرا ارائه و موزیک ویدیوی آن نیز پخش شده‌است «شادی زندگی تویی» نام دارد که در زمستان ۱۳۹۶ منتشر شد.

## ترانه‌شناسی

### آلبوم‌ها
| نام آلبوم                  | تاریخ انتشار |
| -------------------------- | ------------ |
| مهتاب عشق                  | ۱۳۸۳         |
| هدیه                       | ۱۳۸۰         |
| خواب و خیال                | ۱۳۷۸         |
| سرنوشت                     | ۱۳۷۷         |
| منتظر به راه               | ۱۳۷۴         |
| عشق و عرفان                | ۱۳۷۳         |
| درویشان                    | ۱۳۷۲         |
| بهار عشق                   | ۱۳۷۱         |
| انتظار (گلبرگ ۳)           | ۱۳۷۰         |
| بهار بهاره (گلبرگ ۲)       | ۱۳۶۷         |
| وقتی که عشق میاد (گلبرگ ۱) | ۱۳۶۵         |
| دریاکنار                   | ۱۳۶۳         |
| قناری                      | ۱۳۶۲         |
| شرم و شکایت                | ۱۳۶۱         |
| بهار زندگی                 | ۱۳۵۶         |
| گذشته                      | ۱۳۵۵         |

### تک‌آهنگ‌های پیش از انقلاب
| نام ترانه              | ترانه‌سرا         | آهنگساز          | تاریخ انتشار |
| ---------------------- | ---------------- | ---------------- | ------------ |
| مسافر غریب             | شهین حنانه       | صادق نوجوکی      | دههٔ ۱۳۵۰     |
| شب عاشق                | روح‌انگیز بنیادلو | تورج شعبانخانی   | دههٔ ۱۳۵۰     |
| همزبونم باش            | هما میرافشار     | ناصر چشم‌آذر      | دههٔ ۱۳۵۰     |
| دوستت دارم             | محمد علی بهمنی   | محمود قراملکی    | دههٔ ۱۳۵۰     |
| هوای قفس               | محمد علی بهمنی   | عطاءالله خرم     | دههٔ ۱۳۵۰     |
| باختن                  | صدرالدین مهوان   | صدرالدین مهوان   | دههٔ ۱۳۵۰     |
| سکوت                   | صدرالدین مهوان   | صدرالدین مهوان   | دههٔ ۱۳۵۰     |
| جدول                   | بیژن سمندر       | صمدی             | دههٔ ۱۳۵۰     |
| چشم به راه             | هما میرافشار     | حبیب‌الله بدیعی   | دههٔ ۱۳۵۰     |
| دنیا دنیا              | هما میرافشار     | انوشیروان روحانی | دههٔ ۱۳۵۰     |
| باز شب اومد            | -                | انوشیروان روحانی | دههٔ ۱۳۵۰     |
| وقتی که تو رفتی        | جهانبخش پازوکی   | جهانبخش پازوکی   | دههٔ ۱۳۵۰     |
| راه جدایی (دیوار سنگی) | هما میرافشار     | اسدالله ملک      | دههٔ ۱۳۵۰     |
| یگانه                  | -                | -                | دههٔ ۱۳۵۰     |
| زمزمه                  | منصور تهرانی     | حسن شماعی‌زاده    | دههٔ ۱۳۵۰     |
| وای وای                | هما میرافشار     | اسدالله ملک      | دههٔ ۱۳۵۰     |
| نگو از گذشته           | هما میرافشار     | محمد حیدری       | دههٔ ۱۳۵۰     |
| باور ندارم             | -                | -                | -            |
| دیوونتم                | هما میرافشار     | محمد حیدری       | دههٔ ۱۳۵۰     |
| بی وفایی               | هما میرافشار     | اسدالله ملک      | -            |
| در بهار زندگی          | جهانبخش پازوکی   | جهانبخش پازوکی   | دههٔ ۱۳۵۰     |

### تک‌آهنگ‌های پس از انقلاب
| نام ترانه       | تاریخ انتشار |
| شادی زندگی تویی | ۱۳۹۶         |
| شمع بی پروانه   | ۱۳۹۶         |
| تو بودی         | ۱۳۹۵         |
| جهانخواران      | ۱۳۸۸         |
| خانه عاشق کجاست | ۱۳۷۶         |
| الله اکبر       | ۱۳۶۹         |
| خالی و تنها     | ۱۳۶۸         |

### فهرست آثار تلفیقی
دریاکنار، پیرت بسوزه عاشقی، سرگردان (گام مینور ملودیک ساختهٔ استاد علی تجویدی)، ده بهار، دیدار عزیزان، بی‌قرار، خاطرات شمال (در گام عربی اجرا شده‌است، ساختهٔ بابک رادمنش)، کوچ، شب‌های کردستان، دوره روره، مهتاب عشق (با نام «شاه و گدا» هم شناخته می‌شود)، امید، اینه دنیا، عالم عشق، هم‌زبونم باش، مسافر غریبه، ای داد بیداد، دنیا دنیا (در گام بیات تُرک اجرا شده‌است، ساختهٔ انوشیروان روحانی)، چوبکاری، در جستجو (گام عربی)، بهار بهاره (ساختهٔ منوچهر چشم‌آذر).